# Ruth von Ostau
Ruth von Brandenstein, née von Ostau le 3 mars 1899 à Ringelsdorf et morte le 31 octobre 1966 à Berlin, est une femme de lettres allemande.

## Biographie
Ruth von Ostau naît au château de Ringelsdorf (près de Genthin), du capitaine de cavalerie  Heinrich von Ostau et de son épouse Anna, née von Dewitz. Elle est la sœur aînée de Joachim von Ostau (1902-1969).
Après la séparation de ses parents en 1905, elle grandit en Rhénanie. Le 10 décembre 1920, elle épouse Lothar von Brandenstein (1893-1953), qui après avoir servi dans l'armée s'occupe de ses terres agricoles à Ober-Röhrsdorf, en Basse-Silésie dans la province de Posnanie-Prusse-Occidentale (aujourd'hui : Osowa Sień en Pologne). En 1930, Ruth von Brandenstein fait paraître sous son nom de jeune fille un recueil de poésies Gedichte des Herzens. Jan Koetsier (1911-2006) les met en musique en 1934. Ils mènent avant la guerre un train « grand-bourgeois ». Lothar et Ruth von Brandenstein ont quatre filles, dont l'écrivaine Leonie Ossowski (1925-2019) et l'actrice est-allemande Yvonne Merin (1921-2012) qui épouse l'idéologie communiste de la RDA. 
Comme le rapportent des témoins de l'époque, Ruth von Brandenstein « est dès le départ fermement opposée au national-socialisme en raison de sa vision humaniste et de ses opinions politiques libérales ». Par l'entremise d'Erwin Planck (1893-1945), ami proche de son mari, Ruth von Brandenstein entre en contact avec le général Kurt von Schleicher (1882-1934), Carl Goerdeler (1884-1945) et avec le cercle de Kreisau. Après sa fuite de Silésie, devenue zone soviétique, elle est ruinée et vit de 1946 à 1955 à Mittelbiberach (Haute-Souabe), où elle est recueillie par des membres de la famille de son mari et devient veuve, puis elle vit à Cologne et à Berlin.

## Œuvre
En plus de deux recueils de poésies lyriques, Ruth von Ostau a surtout publié des récits historiques. Ses expériences de guerre se reflètent également dans ses textes publiés après 1945, dans lesquels elle a réfléchi au « grand fardeau de la culpabilité » et exprimé le souhait que « la réconciliation future puisse naître de la souffrance et du renoncement. » C'est l'aspect régional (Literatur an der Oder) de son œuvre qui suscite l'intérêt, surtout depuis 1989 date de la chute du Mur de Berlin, notamment du côté polonais.
- Gesichte des Herzens (poésies, Weimar, 1930)
- Fraustädter Totentanz (récit, Breslau, 1934)
- Morgen muss ich fort von hier (récit, Bielefeld, 1938)
- Sommer der Versuchung (récit, Bielefeld, 1939)
- Adgive unter den Menschen (roman, Bielefeld, 1942)
- Sonett der Jungen/ Sonett der Alten (Berlin, 1946)
- Fräuleinsgang (nouvelles, Constance, 1948)
- Flüchtlingsgedichte (poésies, Constance, 1948)
- In drei Tagen (nouvelles, Constance, 1949)
- Der große Umweg (récit, Frankenberg-Eder, 1950)
- Der Hengstreiter (récit, Detmold, 1950)
- Das Haus an der Wende (récit, Gütersloh, 1951)
- Fraustadt und das Fraustädter Ländchen (manuscrit retranscrit d'une conférence radio-diffusée, 1952)
- Brautschau im Herbst (récit, Stuttgart, 1953)
- Der Silberpage (récit, Stuttgart, 1954)
- Sola gratia (récit, Stuttgart, 1954)
- Herbst am Federsee (récit, Rothenburg o.d.T., 1955)
- Mansardengeschichte (récit, Gütersloh, 1957)
- Die Adventssänger (récits, Wuppertal-Barmen, 1966)

## Mise en musique
- Koetsier, Jan: Gesichte des Herzens (Ruth von Ostau), op. 7, für gemischten Chor und Klavier (1934/1984).